# Jean-Louis Major
Pour les articles homonymes, voir Major (homonymie).
Jean-Louis Major, né le 16 juillet 1937 à Cornwall, est un professeur, essayiste, écrivain et critique littéraire canadien.
Il est professeur émérite de l’Université d'Ottawa. 
Il est l'auteur de vingt livres (dont trois recueils de contes et un recueil de fables). Il a aussi collaboré à une trentaine d’ouvrages collectifs et publié plus de 200 articles dans des périodiques, au Canada, aux États-Unis et en Europe. 

### Monographies
- Saint-Exupéry, l'écriture et la pensée, Ottawa, Les Presses de l'Université d'Ottawa, 1968; des extraits de ce livre ont été repris dans un ouvrage de la collection «Les critiques de notre temps» (Paris, Éditions Garnier, 1971)
- Léone de Jean Cocteau (édition critique), Ottawa, Les Presses de l'Université d'Ottawa, 1975
- Anne Hébert et le miracle de la parole (essai), Montréal, Les Presses de l'Université de Montréal, 1976, coll. «Lignes québécoises», 1976
- Radiguet, Cocteau, «Les joues en feu» (essai), Ottawa, Les Presses de l'Université d'Ottawa, 1977
- Paul-Marie-Lapointe: la nuit incendiée (essai), Montréal, Les Presses de l'Université de Montréal, coll. «Lignes québécoises», 1978
- Le jeu en étoile. Études et essais, Ottawa, Les Presses de l'Université d'Ottawa, 1978
- Entre l'écriture et la parole (carnets), Montréal, Hurtubise HMH, coll. «Constantes», 1984
- Journal d'Henriette Dessaulles (édition critique), Montréal, Les Presses de l'Université de Montréal, «Bibliothèque du Nouveau Monde», 1989
- Trente arpents de Ringuet (édition critique, avec J. Panneton et R. Arbour), Montréal,Les Presses de l'Université de Montréal, «Bibliothèque du Nouveau Monde», 1991
- Henriette Dessaulles, Journal, Premier cahier, 1874-1876, texte établi, annoté et présenté par Jean-Louis Major, Montréal, «Bibliothèque québécoise», 1999
- Québec Literature. From Collective Identity to Modernity and Back (essai), Ottawa, Borealis Press, 1999
- Mailles à l'envers (contes), Montréal, Éditions Fides, 1999
- Henriette Dessaulles, Journal. Deuxième, troisième et quatrième cahiers, 1876-1881, texte, annoté et présenté par Jean-Louis Major, Montréal, «Bibliothèque québécoise», 2001
- Contes par-ci par-là, Montréal, Éditions Fides, 2001
- Antifables (fables ou contes autrement dits), Ottawa, Éditions David, 2002
- Appartenances (essai en pièces détachées), Ottawa, Éditions David, 2010
- Contes inactuels, Ottawa, Éditions L'interligne, 2015

### Articles (sélection)
- « Le roman depuis 1960 », Liberté, vol. 7, no 6,‎ novembre-décembre 1965, p. 461-463 (lire en ligne)
- « Saint-Denys Garneau et la poésie », Études françaises, vol. 8, no 2,‎ mai 1972, p. 176-195 (lire en ligne)
- « Écrire sa vie. À propos de La Tentation du Passé de Victor Barbeau et De face et de profil de Paul Toupin », Lettres québécoises, no 10,‎ avril 1978, p. 41-44 (lire en ligne)
- « “La bibliothèque du Nouveau Monde”, un musée sans murs », Francophonies d'Amérique, no 1,‎ 1991, p. 29-33 (lire en ligne)
- « Saint-Denys Garneau ou l’écriture comme projet de soi », Voix et Images, vol. 20, no 1,‎ automne 1994, p. 12-25 (lire en ligne)

## Distinctions
- 1976 : Membre de la Société royale du Canada
- Yvan G. Lepage et Robert Major (dir.), Croire à l'écriture. Études de littérature québécoise en hommage à Jean-Louis Major, Ottawa, Éditions David, 2000, 435 p.
- 2000 : Médaille Lorne Pierce
- 2005 : Membre de l'Ordre du Canada